# Diva (film)
Diva è un film del 1981 diretto da Jean-Jacques Beineix. Il film è stato tratto dal romanzo omonimo di Daniel Odier.

## Riconoscimenti
- Premi César 1982
  - miglior fotografia
  - miglior musica
  - miglior sonoro
  - miglior opera prima
- Kansas City Film Critics Circle Awards 1983
  - miglior film straniero